# پاتریک نیلان
پاتریک نیلان (انگلیسی: Patrick Nilan؛ زادهٔ ۳۰ ژوئن ۱۹۴۱) بازیکن هاکی روی چمن اهل استرالیا است.